# Martin Vahl (1869-1946)
 Der er flere personer med dette navn, se Martin Vahl.
Martin Vahl (født 15. april 1869 i Aarhus, død 11. juli 1946 i København) var en dansk geograf og botaniker. Han regnes som en af Danmarks førende geografer i første halvdel af det 20. århundrede.
Vahl blev student fra Herlufsholm 1887. Han tog oprindelig teologisk embedseksamen, men tog 31 år gammel tillige skoleembedseksamen med udmærkelse i naturhistorie og geografi. I hans studietid udkom Eugen Warmings Plantesamfund, og Warming skulle blive den universitetslærer, der fik størst indflydelse på hans virke resten af livet.

## Klima og plantebælter
Martin Vahl blev første og fremmest kendt og husket for sin indsats ved belysningen af samspillet mellem klima- og plantebælter.
I 1904 blev han dr.phil på disputatsen "Madeiras Vegetation", der afspejlede Vahls da allerede dybe indsigt i samspillet mellem planteforhold, klima, jordbundsforhold, palæografiske og anthropogeografiske forhold. Arbejdet med dette værk faldt sammen med et arbejde om Danmarks Land og Folk (i samarbejde med C. C. Christensen) og blev fulgt op af yderligere studier i og artikler om planteforholdene ulige steder i Norden. I 1909 udkom Oecology of plants, der var en engelsk udgave af Warmings Lehrbuch der ökologischen Pflanzengeographie men med en egen og siden bestående nyinddeling af plantegeografiske forhold. Dette arbejde blev i 1911 fulgt op af Zones et biochores géographiques, der indeholder teoretiske retningslinjer for inddelingen af jorden i såkaldte klimabælter, der nøje afspejlede de plantegeografiske forhold. Mens klimateoretiske værker tog udgangspunkt i klimaet som det primære, tog Vahl udgangspunkt i plantebælterne, idet han indså, at der da endnu forestod et stort arbejde med nærmere at fastslå sammenhængen med klimatiske og andre forhold. I de følgende år arbejdede han selv "i marken" med at fastlægge grænserne for disse nærmere, hvilket førte til værket The growth forms of some plant formations i 1919 med en nærmere fastlæggelse af temperaturforhold ved grænsen mellem det skandinaviske nåleskovsbælte og løvskovsbælte. Samme år skrev han artiklen "Vegetationskort over Sydamerika" i Geografisk Tidsskrift, hvori han udskilte tropiske regnskovsområder og savanneområder, subtropiske regnskovsområder, græsstepper, savanner, ørken- og buskstepper samt maki, tempererede regnskovsområder, busksteppe og løvskovsområder samt antarktis tundraområde og skønnede over disses landbrugsmæssige muligheder.

## Jorden og Menneskelivet
I årene fra 1922 til 1927 var Vahl i fællig med Gudmund Hatt forfatter til 4-bindsværket Jorden og Menneskelivet, der var et skelsættende geografisk opslagsværk omfattende såvel naturgeografiske som kulturgeografiske forhold. Vahls hovedindsats var selvsagt afsnittene om plantegeografiske forhold, herunder plantekortene der var langt mere veludviklede end i tidligere værker.
Desuden fik værket betydning ved sin stavning af geografiske navne, der satte sig afgørende spor i senere fremstillinger.

## Greenland
I 1928-29 udkom værket Greenland med Vahl som redaktør og med nye kort over Grønland i en af ham selv udviklet "azimutal, fladetro projektion", der gav et mere nøjagtigt indtryk af Grønlands areal end tidligere.

## Anden virksomhed
Martin Vahl virkede fra 1921 til 1940 som professor i geografi ved Københavns Universitet og satte derved sit præg på en række af de geografer, der spillede en fremtrædende rolle i dansk geografi efter 2. verdenskrig.
Desuden var Vahl forfatter til skolebøger – ofte i samvirke med lektor P. Andersen og som blandt andet formidlede de af Vahl lavede klimakort og plantebæltekort.
Vahl blev Ridder af Dannebrog 1926 og Dannebrogsmand 1937. Han var æresmedlem af Royal Geographical Society og flere andre geografiske selskaber.
Han er begravet på Assistens Kirkegård.

## Nekrolog
- Martin Vahl - 15. April 1869 — 11. Juli 1946 i Geografisk Tidsskrift, Bind 48; 1946 (Hentet 3. marts 2018

## Forfatterskab
- Martin Vahl og C.C.Christensen: Danmark, Land og Folk; København 1903
- Martin Vahl: Madeiras Vegetation; (disputats) København 1904
- Martin Vahl: "Bemærkninger angaaende Lufttemperaturens Anvendelighed i plantegeografiske og zoogeografiske Undersøgelser" (Meddelelser fra Dansk Geologisk Forening, nr. 12; 1906)
- Martin Vahl: "Zones biochores géographique" (Oversigt over Det Kongelige Danske Videnskabernes Selskabs Forhandlinger, nr. 4; 1911)
- Martin Vahl: "Les types biologiques formations végétales de la Scandinavic" (Oversigt over Det Kongelige Danske Videnskabernes Selskabs Forhandlinger; 1911)
- Martin Vahl: "Klimaet i tidligere Jordperioder" (Naturens Verden; 1925)
- Martin Vahl og G. Hatt: Jorden og Menneskelivet; I-IV; København 1922-1927
- Martin Vahl: "Landbebyggelsen i Danmark" (Svensk geografisk Årsbok; Lund 1930)
- Martin Vahl: "De geografiske Provinser i Danmark og nogle geografiske Forhold indenfor disses Rammer" (Svensk geografisk Årsbok; Lund 1942)

### På internettet
- "De kvartære Stepper i Mellemevropa" i Geografisk Tidsskrift, Bind 16; 1901
- "Om Vegetationen i Dobrogea (Rumænien)" i Geografisk Tidsskrift, Bind 19; 1907
- "Vegetationskort over Sydamerika" i Geografisk Tidsskrift, Bind 25; 1919
- "Studiet af Geografi ved Københavns Universitet" i Geografisk Tidsskrift, Bind 27; 1924
- "Amerikas Opdagelse" i Geografisk Tidsskrift, Bind 27; 1924
- "Danmarks Indsats i arktisk Forskning. Foredrag holdt ved Det Kgl. Danske Geografiske Selskabs 50 Aars Jubilæum den 17. Novbr. 1926 i Universitetets Festsal" i Geografisk Tidsskrift, Bind 30; 1927
- "Grønlands Areal" i Geografisk Tidsskrift, Bind 31; 1928
- "Landbebyggelsen paa Øen Falster" i Geografisk Tidsskrift, Bind 34; 1931
- "The Urban Settlement of Denmark" i Geografisk Tidsskrift, Bind 36; 1933